# BAH-csomópont
A BAH-csomópont Budapest nagy forgalmú közlekedési csomópontja a XI. és a XII. kerület határán, földrajzilag a Sas-hegy és a Gellért-hegy közötti katlanban, amely a Németvölgy dél-keleti nyúlványának tekinthető.
A csomópont elnevezése az itt kereszteződő három út, a Budaörsi út, az Alkotás utca és a Hegyalja út kezdőbetűiből áll össze. Bár akadt olyan kezdeményezés, hogy a csomópontot a zeneszerző után Bach csomópontra kereszteljék, ezt a Fővárosi Közgyűlés 2000. június 29-i ülésén elutasították.

## Története

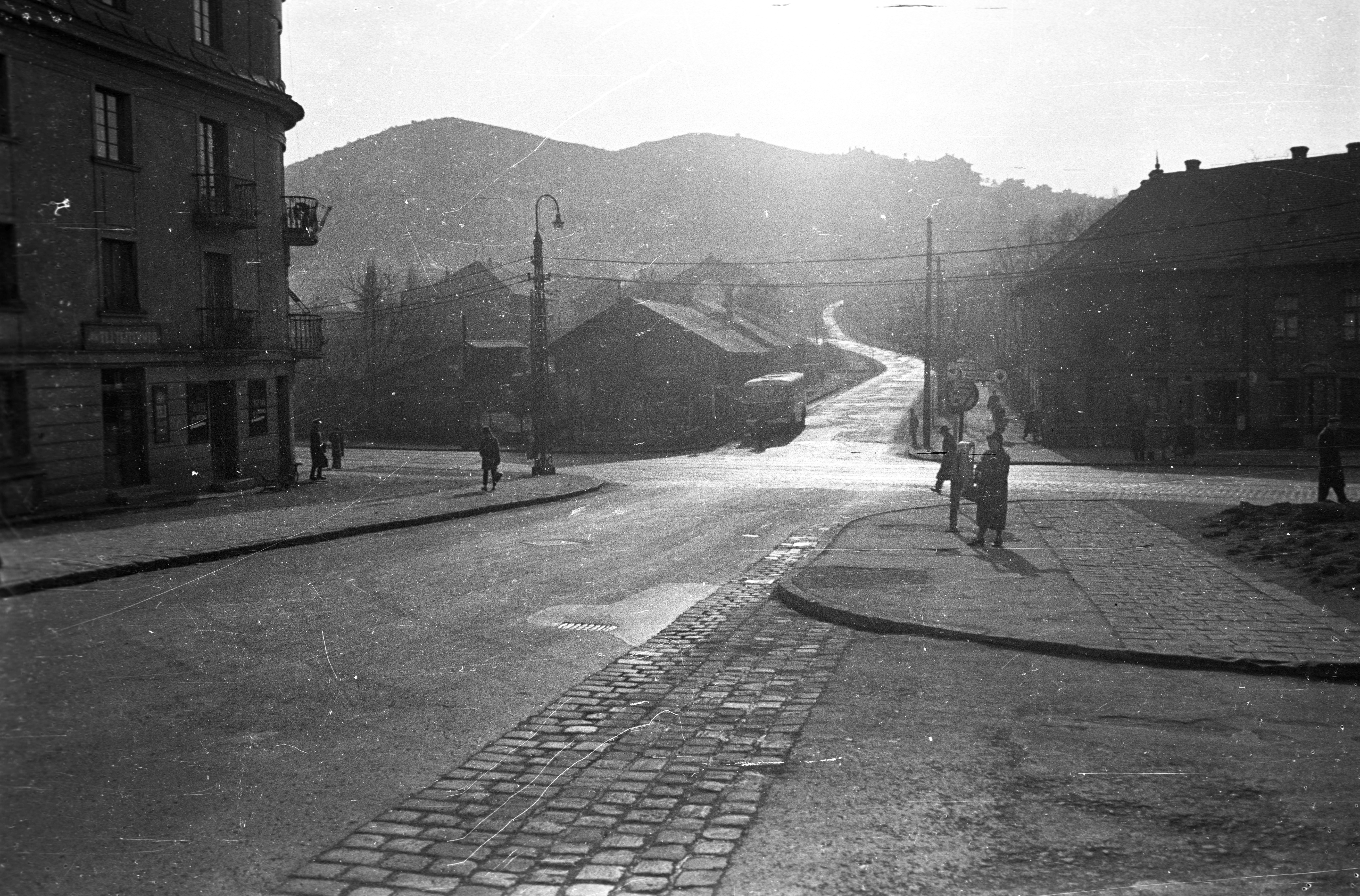
A kereszteződés a csomóponttá bővítés előtt a Hegyalja útról (északkelet felől) nézve, 1960-ban

Az Erzsébet híd átadásával egy időben, 1964-ben készült el az M7-es sztráda budaörsi bevezető szakasza Törökbálintig. (Amelyet az M1-es autópálya kiépülésének elején, 1978-1979 között a Budaörsi úttal együtt irányonként három sávosra szélesítettek ki.) A motorizáció lázában született közlekedéspolitikai-városrendezési tervek a jelentős közúti forgalmat a lakott területek elkerülése helyett a Belváros felé vagy azt átszelve vezették be. (Ennek eredményeként alakult ki a metróépítések során a felszíni villamospályák elbontásával kialakított nyugat-kelet irányú, Kossuth Lajos utca – Rákóczi út – Kerepesi út és az észak-déli irányú, Váci út – Bajcsy-Zsilinszky út – Kiskörút – Üllői út tengely, amelyek azóta is komoly terhelést okoznak a főváros belső területeinek.)
A Hegyalja út Erzsébet hídtól idáig tartó szakaszát 1967-ben kezdték el kiszélesíteni irányonként két sávosra. A Nagykörút budai részéhez kapcsolódóan a Nagyenyed utcáig 1973-ra, a BAH csomópontig pedig 1976-ra készült el irányonként három sávval az Alkotás utca és irányonként két sávval a Villányi út – Karolina út korridor.  A BAH-csomópont jelenlegi formája 1976-ban alakult ki. Ugyanis ebben az évben adták át a forgalomnak az M1-es és M7-es autópályákat Budapest belvárosával összekötő irányonként egy forgalmi sávos felüljárót. A több mint 330 méter hosszú felüljárón az útpálya 9 méter széles. A szerkezetet a Főmterv tervezte, utoljára 1988-ban teljeskörűen, majd 2018 őszén az aszfaltréteget újították fel.

## Látnivalói
Itt található a Budapest Kongresszusi Központ, a Novotel Budapest Congress szálloda, és a Gesztenyés-kert.

## Megközelítése budapesti tömegközlekedéssel
- Villamos:  17, 61
- Busz:  8E, 108E, 110, 112, 139, 140, 140A, 212, 212A, 212B
- Éjszakai busz:  908, 908A, 960